# 第47 (ランカシャー) 歩兵連隊
第47（ランカシャー）歩兵連隊（だい47ランカシャーほへいれんたい、英語: 47th (Lancashire) Regiment of Foot）は、1741年にスコットランドで創設されたイギリス陸軍の歩兵連隊であった。この部隊は七年戦争・アメリカ独立戦争の際に北アメリカで活動し、またナポレオン戦争およびクリミア戦争を戦った。1881年、チルダースの改革の下で第81歩兵連隊 (忠義なるリンカーン義勇兵隊)と合併し、忠義なる連隊 (北ランカシャー)を組織した。

## 歴史

### 創設と初期の活動

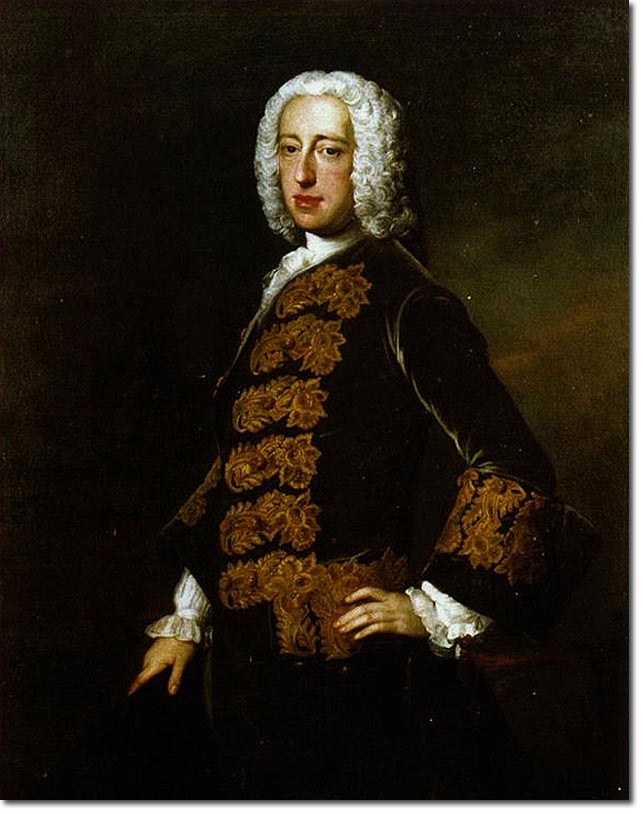
連隊の創設者サー・ジョン・モードーント連隊長。アラン・ラムゼー画

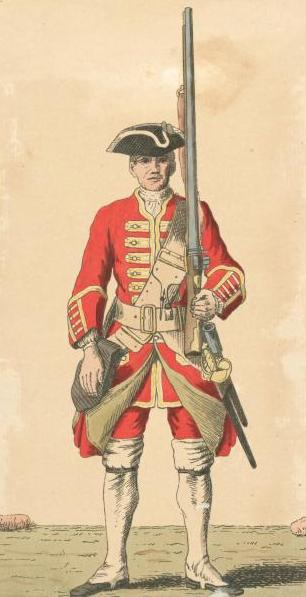
第47連隊の兵士、1742年

この連隊は、1741年、サー・ジョン・モードーント連隊長によってサー・ジョン・モードーントの歩兵連隊 (Sir John Mordaunt's Regiment of Foot) としてスコットランドで創設された。1743年、ペリグリン・ラセルズが連隊長に指名され、1745年5月まで、連隊はダンバートンからインヴェレアリーに至る新しい幹線道路の一部である、ローモンド湖付近の軍用道路の建設のために雇われた。
7月、チャールズ・ステュアートが1745年蜂起を引き起こすためにスコットランドに上陸すると、ラセルズの2個中隊はエディンバラ城の守備に就いた。残りの8個中隊は9月に政府軍が20分足らずで蹴散らされたプレストンパンズの戦いで戦闘、戦いつつ脱出したラセルズを除き、連隊のほとんどが捕虜となった。
ラセルズは、プレストンパンズでの指揮官サー・ジョン・コープと彼の副官トーマス・フォークとともに、1746年に軍法会議にかけられた。3人とも無罪となったが、コープは二度と上級指揮官となることはなかった。
カンバーランド公により制定された改革の一環として、この連隊は1747年に第58歩兵連隊と指定され、その後1751年に第47歩兵連隊 (47th Regiment of Foot) と番号が付け替えられた。

### 北アメリカ 1750年 - 1794年

ルイブール包囲戦、1758年

1748年のアーヘンの和約は、かつてフランスが主張していた部分も含め、ノバスコシア全土に対する主権をイギリスに与えた。1748年から1755年にかけて、イギリス人・フランス人入植者の間の紛争がル・ルートル神父の戦争として知られる一連の衝突につながった。連隊は1750年にノバスコシアに配置され、グラン・プレ包囲戦、シグネクト地峡の戦い、ボーセジュール砦の戦いに参加した。
七年戦争中、この部隊は1758年にルイブールを占領したジェームズ・ウルフ率いる軍隊の一部であり、このことで「ウルフの部隊」("Wolfe's Own") のニックネームを得たといわれる。この部隊は1759年のエイブラハム平原の戦い、サント＝フォワの戦い、続く1760年4月から5月にかけてのケベック・シティー包囲戦にも参陣した。その後、1760年7月から9月にモントリオールが陥落するまでの間の最終的かつ決定的な作戦に参加した。連隊は1763年に戦争が終結するとイギリスに帰還した。
1773年にアメリカ独立戦争が勃発した際、第47連隊はニュージャージーに配備された。この部隊は1775年4月にレキシントン・コンコードの戦い、1775年6月にバンカーヒルの戦い、1777年9月にサラトガの戦いに参加した。連隊の主力は協議の軍隊 (Convention Army) の一部として抑留され、その後6年間本国に帰還することができなかった。1782年、連隊は第47（ザ・ランカシャー）歩兵連隊 (47th (The Lancashire) Regiment of Foot) の名称を与えられたことで、州の識別称号（ランカシャー）を受けた。1791年、連隊は西インド諸島に送られ、フランス革命戦争中の多くの間ここに駐留した。1794年に第2大隊がノーフォークで創設されたが、その後間もなく解散された。

### ナポレオン戦争

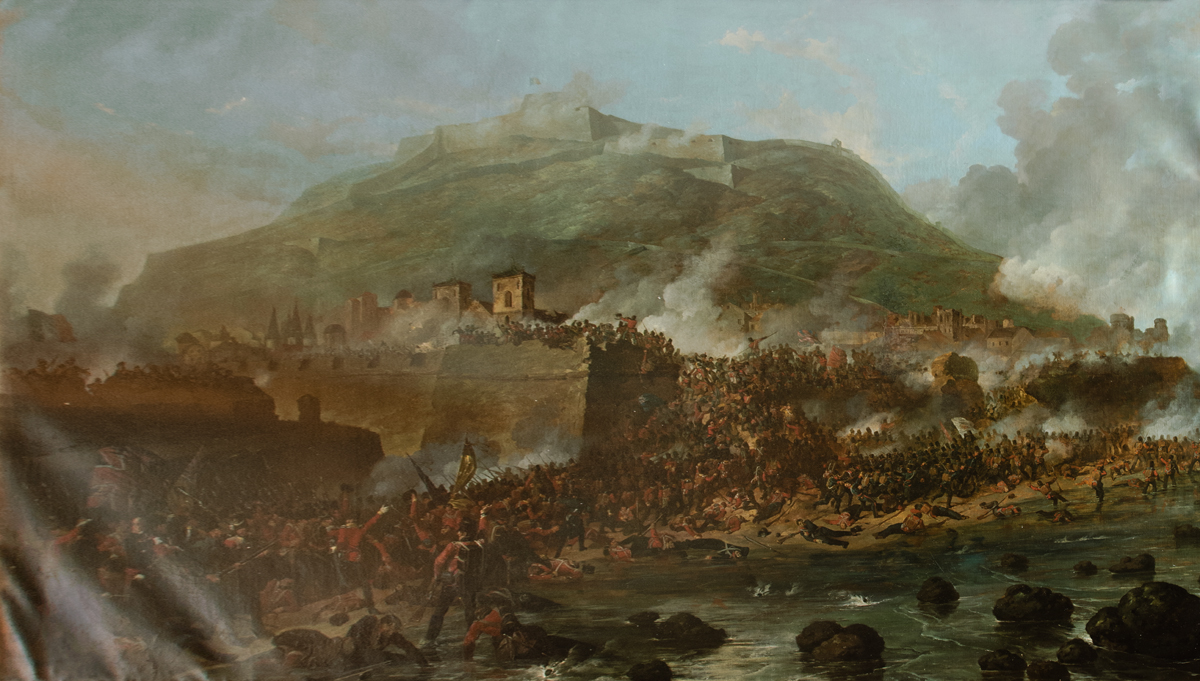
1813年8月、第2大隊が将校22人のうち17人とその他の隊員の約半分を失ったサン・セバスティアン包囲戦。デニス・ダイトン画

1803年、第2大隊が再び創設され、翌年アイルランドに派遣された。第1大隊は、1806年に喜望峰のかつてのオランダの入植地に駐屯するために送られ、その後サー・サミュエル・オークミュティの下で1807年リオ・デ・ラ・プラタ遠征に加わり、2月にモンテビデオで、7月にブエノスアイレスで戦った。1808年には大隊はインドに派遣され、翌年、側面中隊がペルシア湾への遠征に参加した。
一方、第2大隊は半島戦争に従軍するため、1809年にジブラルタルに、1811年にポルトガルに派遣された。 この大隊は1811年3月にバロッサの戦い、1811年12月に成功裡に終わったタリファ包囲戦に参加した。大隊は1813年6月のビトリアの戦いで勝利し、1813年8月には成功したが血腥いものとなったサン・セバスティアン包囲戦に参加した。サン・セバスティアンでは、大隊はその22人の将校のうち17人と、その他の階級の者のほぼ半分を失った。大隊はその後ビダソア川を渡河し、1813年12月にニーヴ川の戦いで戦闘し、1814年4月にはバイヨンヌの戦いに参加しつつフランス軍をフランス本土まで追撃したのち本国に帰還、ポーツマスで解散された。

### ヴィクトリア朝時代

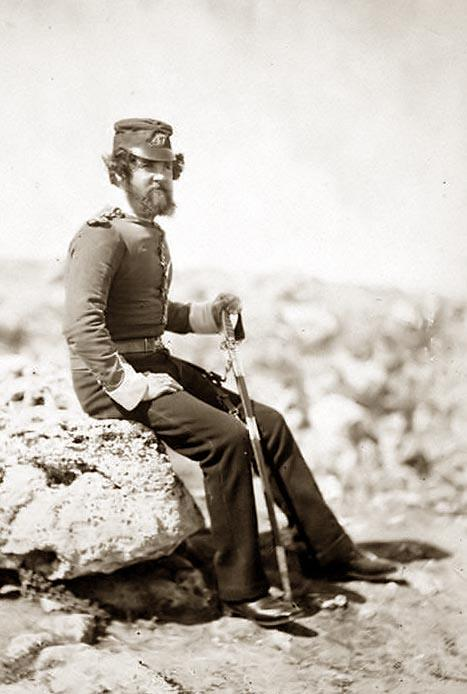
1855年、クリミアでの作戦中に撮影された第47連隊のゲイナー中尉

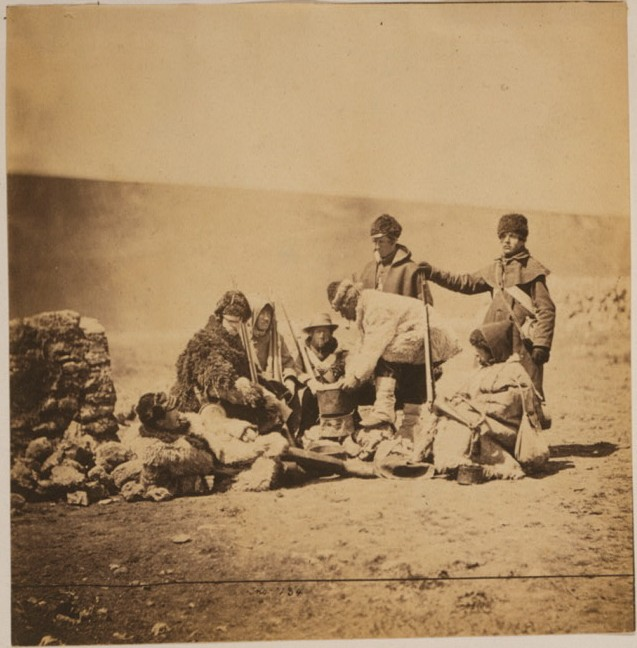
冬、たき火の周りに集まる第47連隊の兵士たち。クリミア、1855年

1817年、連隊はインドに派遣され第三次マラーター戦争に参加、ピンダーリーを破るのを支援した。1819年にはラアス・アル＝ハイマ沖で海賊と戦うためペルシア湾に復帰し、1824年には第一次英緬戦争への従軍のためビルマに送られた。部隊はエーヤワディー川をアヴァ王国まで遡上した軍勢の一部を構成し、1826年にインドに帰還、1829年にイングランドに向けて出航した。
この連隊は1850年にイオニア諸島に、1853年にマルタに配備され、1854年9月にクリミア戦争に従軍するため第2師団の一部としてカラミタ湾に上陸した。連隊は1854年9月にアルマ川の戦い、1854年11月にインケルマンの戦い、1854年冬にセヴァストポリ包囲戦に参加した。連隊は1856年にマルタに、1857年にイングランドに帰還した。
連隊は1861年、トレント号事件によりアメリカとの緊張が高まった際、カナダの防備を強化するためノバスコシアに復帰した。その後、1866年のフェニアン襲撃の際にはアイルランド系アメリカ人の元兵士たちからカナダを防衛するのを支援した。連隊はその後1868年にバルバドスに向かい、1870年にアイルランドに上陸した。
1870年代のカードウェルの改革（単一大隊連隊が2個ずつ紐付けられ、イギリスにおいて一つの連隊本部および募兵地域を共有することとなった）の一環として、第47連隊は第81歩兵連隊 (忠義なるリンカーン義勇兵隊)と紐付けられ、ランカシャーのフルウッド・バラックスで第12募兵地区を割り当てられた。1881年7月1日、チルダースの改革が発効し、連隊は第81歩兵連隊（忠義なるリンカーン義勇兵隊）と合併して忠義なる連隊 (北ランカシャー)を編成した。

## バトル・オナー
この連隊によって獲得されたバトル・オナーは以下のとおり。
- Burmese Wars: Ava
- Peninsular War: Tarifa, Vittoria, San Sebastian, Peninsula,
- Crimean War: Alma, Inkerman, Sevastopol
- Louisburg, Quebec 1759（1882年、後継連隊に授与）
- Nive（1910年、後継連隊に授与）

## ヴィクトリア十字章
1856年のヴィクトリア十字章の制定後、ジョン・マクダーモンド二等兵がインケルマンの戦いの中で負傷した大佐を救出した功績に対し、この連隊で唯一の十字章を受章した。

## 連隊長
この連隊の歴代連隊長 (Colonel) は以下のとおり。
- 1741年 - 1743年: サー・ジョン・モードーント (Sir John Mordaunt) 大将、KB
- 1743年 - 1771年: ペリグリン・ラセルズ (Peregrine Lascelles) 大将

第47歩兵連隊 (1751年)
- 1771年 - 1790年: 初代ドーチェスター男爵サー・ガイ・カールトン (Sir Guy Carleton, 1st Baron Dorchester) 大将、KB

第47（ランカシャー）連隊 (1782年)
- 1790年 - 1794年: サー・アダム・ウィリアムソン (Sir Adam Williamson) 中将、KB
- 1794年 - 1807年: ウィリアム・ダルリンプル (William Dalrymple) 大将
- 1807年 - 1813年: リチャード・フィッツパトリック (Hon. Richard Fitzpatrick) 大将
- 1813年 - 1835年: サー・アレクサンダー・ホープ (Hon. Sir Alexander Hope) 大将、GCB
- 1835年 - 1847年: 初代準男爵サー・ウィリアム・アンソン (Sir William Anson, 1st Baronet) 大将、KCB
- 1847年: サー・ハリー・ジョージ・ウェイクリン・スミス (Sir Harry George Wakelyn Smith) 中将、Bt., GCB
- 1847年 - 1854年: トーマス・ダーマー (Thomas Dalmer) 中将
- 1854年 - 1865年: サー・ジェームズ・ショー・ケネディー (Sir James Shaw Kennedy) 大将、KCB
- 1865年 - 1867年: サー・チャールズ・トーマス・ヴァン・ストローベンジー (Sir Charles Thomas van Straubenzee) 大将、GCB
- 1867年 - 1875年: ジョン・パットン (John Patton) 大将
- 1875年 - 1878年: サー・ウィリアム・オグレイディー・ヘイリー (Sir William O'Grady Haly) 大将、KCB
- 1878年 - 1881年: サー・ウィリアム・シャーブルック・ラムゼー・ノーコット (Sir William Sherbrooke Ramsay Norcott) 大将、KCB

## 読書案内
- Purdon, Henry (1907). An historical sketch of the 47th (Lancashire) Regiment: And of the campaigns through which they passed. Guardian Printing Works